# Erigeron hultenii
Erigeron hultenii là một loài thực vật có hoa trong họ Cúc. Loài này được Spongberg mô tả khoa học đầu tiên năm 1973.